# Glyptodontopelta mimus
La gliptodontopelta (Glyptodontopelta mimus) è un dinosauro erbivoro appartenente agli anchilosauri, o dinosauri corazzati. Visse nel Cretaceo superiore (Maastrichtiano, circa 70 milioni di anni fa) e i suoi resti fossili sono stati ritrovati in Nuovo Messico.

## Classificazione
Questo dinosauro è noto solo attraverso i resti di parte di una corazza dorsale, rinvenuta nel Naashoibito Member della Kirtland Shale. Il primo a descrivere questo esemplare fu Charles Whitney Gilmore, nel 1919, che considerò l'animale affine a Polacanthus e Stegopelta. Successive scoperte portarono a riconoscere l'esistenza di un animale simile a Sauropelta, vissuto molti milioni di anni prima. La descrizione del genere è avvenuta solo nel 2000 ad opera di Tracy L. Ford, che notò la forma degli scudi ossei, molto simile a quella dei gliptodonti, grandi mammiferi estinti affini agli armadilli (donde il nome Glyptodontopelta mimus, "imitatore dello scudo dei gliptodonti"). È possibile che questo dinosauro rappresentasse una linea relativamente arcaica di nodosauridi, i dinosauri corazzati sprovvisti di mazza caudale. Le placche note sono grandi, di forma asimmetrica e dotate di una bassa carena; uno scudo solido formato da queste placche (osteodermi) ricopriva la regione del bacino.